# American Broadcasting Company
Az American Broadcasting Company (közismert rövid neve: ABC, hivatalos neve: American Broadcasting Companies, Inc.) egy amerikai kereskedelmi televízió és rádiótársaság, egyike a három klasszikus nagy amerikai televíziótársaságnak (a másik kettő a CBS és az NBC). A cég tulajdonosa a The Walt Disney Company. Központja New Yorkban van, habár a műsorszerkesztésért felelős iroda a kaliforniai Burbankben található.

## Története

### Megalakulás
Az 1920-as évek során alakultak ki az első igazi rádióhálózatok az Egyesült Államokban. A piacot a CBS és az NBC hálózata dominálta. Az NBC tulajdonosának, az RCA-nak a döntése értelmében az NBC-t műsorszerkezetileg kétfelé bontották: a szórakoztató- és zenei műsorokat sugárzó Red-re, és a hír- illetve kulturális műsorokat sugárzó Blue-ra. 1939-ben az FCC (a Szövetségi Kommunikációs Bizottság) arra utasította az RCA-t, hogy váljon meg az egyik hálózatától. Az RCA megtámadta a bíróságon a határozatot, de veszített. Az NBC Red és a Blue hivatalosan is két különálló céggé vált.
1943-ban az RCA 8 millió dollárért eladta az NBC Blue társaságot Edward J. Noble mágnásnak. Noble a frissen megvásárolt cég nevét "The Blue Network"-re változtatta, de ennél valami sokkal megjegyezhetőbbet akart. 1944-ben Noble megvásárolta az "American Broadcasting Company" nevet George Storertől. Az új nevet hivatalosan 1945. június 15-én jelentették be.
Az ABC rádió lassan kezdett, hallgatókat kellett szereznie. Kevés sikeres műsora volt csak. Noble ezért önálló rádiótársaságok felvásárlásába kezdett. Megvásárolta a rendkívül népszerű rádióműsorokat készítő és sugárzó, chicagói WXYZ rádiócsatornát. Ezenkívül Noble megvette a Los Angeles-i KECA rádióadót is, így a műsorgyártáshoz már hollywoodi központtal is rendelkezett.
Az ABC stratégiája a többi nagy rádiótársaság sikeres műsorainak másolása volt. Az ABC, versenytársaival ellentétben, sok műsorát felvételről sugározta. Számos korabeli sztár, akik nem szerették a szoros időrendet (például Bing Crosby), átpártoltak az ABC-hez és ott folytatták műsoraikat. Bár továbbra is a hallgatottsági listák végén kullogott, a negyvenes évek végére az ABC már komolyan felzárkózott a nagyok mögé.

### Televízió

#### A kezdetek
A rádióhálózat kialakítása hatalmas költségeket jelentett az ABC számára. A televízió megjelenésével az ABC-nek nem maradt szabad forrása egy televízió hálózat kiépítésére. Mindenesetre, hogy bebiztosítsa a helyét a nagyok között, beadta tv-csatorna licencigényét öt városra.
1948. április 19-én az ABC megkezdte televízióadásának sugárzását. Igaz, az első néhány hónapban csak az ABC-vel szerződött philadelphiai helyi csatorna műsorát vette át. Csak augusztusban kezdte meg adását a saját tulajdonú és üzemeltetésű New York-i WABC csatorna.

#### Az 50-es évek
Az elkövetkező évek során az ABC csak nevében volt televízió hálózat. Az FCC 1948-ban befagyasztotta az engedélykiadást új televíziótársaságokra, hogy rendezze az akkorra kialakult kaotikus helyzetet és hogy újragondolja a technikai előírásokat. A hat hónaposra tervezett leállás végül 1952-ig tartott, addig összesen 101 televíziótársaság működött az Egyesült Államokban (2005-ben több mint 1000 földi sugárzású társaság működik a televízió hálózatok részeként). Az ABC számára ez a másodosztályú minősítést jelentette sok piacon. Csak kilenc szerződött, és öt saját tulajdonú és üzemeltetésű csatornája volt. 1951-re az ABC csődközeli állapotban találta magát.
Nem sokkal később tőkeerős befektető érkezett az ABC-hez: a United Paramount Theaters (UPT). A UPT a Paramount Pictures hollywoodi filmgyártó vállalatból kivált filmszínház hálózatot működtető cég volt (az Egyesült Államok Kormánya a szabad piaci verseny korlátozásának megszüntetése érdekében kötelezte a filmgyártók és a filmszínházak szétválasztását, melyet a Legfelsőbb Bíróság is támogatott ítéleteiben). A UPT rengeteg szabad anyagi forrással rendelkezett, és a céget irányító Leonard Goldenson remek lehetőséget látott a televízióban. 1953. február 9-én az FCC jóváhagyta az ABC és a UPT egyesülését.
Az új befektető megjelenésével az ABC-nek végre megvolt a lehetősége, hogy megfelelő mennyiségű műsort bocsásson a hálózata számára. Leonard Goldenson nem is habozott felkeresni a régi ismerőseit a Paramountnál, hogy vegyenek részt a műsorgyártásban. Emellett szorgosan tárgyalt a különböző helyi televíziótársaságokkal a hálózathoz történő csatlakozással kapcsolatban. 1954. október 27-én egy megújult ABC kezdte meg sugárzását. A legsikeresebb műsor a Walt Disney által készített és vezetett Disneyland című szórakoztató műsorsorozat volt. A többi nagy hollywoodi filmgyár – az MGM, a Warner Bros. és a 20th Century Fox – is részt vett egy-egy műsor elkészítésében. Két éven belül a Warner már heti több mint 10 órányi műsort készített az ABC számára. Bár az 50-es években az ABC sokat javított megítélésén, de egészen a 60-as évekig (sőt esetenként a 80-as évekig) az ország néhány fontos pontján csak másodrangú hálózatként tekintettek rá.

#### A 60-as, 70-es és 80-as évek
Az 1960-as években Roone Arledge producer fejlesztette tökélyre és vitte sikerre az ABC sportműsorait, köztük a Monday Night Footballt, amely az alapja volt a ma már multimilliárd dolláros forgalommal kecsegtető sportközvetítési üzletágat. Az ABC a fiataloknak szóló műsorokkal sikerrel lovagolta meg a baby-boom korszak kulturális igényeit. Sci-fi sorozatokat vett műsorára gyakorlatilag egyedüliként, mivel a sci-fi műfaját az NBC és a CBS kockázatosnak tartotta.
Az 1970-es évek során az ABC megerősödött a délutáni műsorsávban. Számos kvízműsor és szappanopera sorozat hosszú évekig nagy sikerrel futott a hálózat műsorán (például a Szerelemhajó).
1984-ben az ABC többségi részesedést vásárolt az ESPN sportcsatornában.
1985-ben az ABC-t felvásárolta a Capital Cities Communications médiacég. A felvásárlás híre nagy meglepetést okozott, mivel a Capital Cities csak tizedakkora volt, mint az ABC.

#### A 90-es évek
A kilencvenes évek kezdetére az ABC egy helyben topogott. A társaság felvásárolta a csőd szélére került Orion Pictures filmvállalat televíziós üzletágát.
1996-ban a Walt Disney Company felvásárolta a CapitalCities/ABC vállalatot. A médiabirodalom neve ABC Inc.-re változott, bár a televízióhálózat továbbra is az American Broadcasting Companies név alatt működött.
1999-ben az ABC nézettsége megnövekedett, mikor megkezdte új show-műsorának, a Magyarországon is ismert Legyen Ön is milliomos sugárzását. Bár a műsor népszerű volt, de hamar kifulladt, mivel az ABC heti öt-hat alkalommal is műsorára tűzte. A társaság nézettsége nagyot zuhant, amikor a rivális NBC és CBS elindította saját kvízműsorait.

#### Az ABC a 21. században
2004-ben az ABC ismét magára talált, amikor útjára indította a kritikusok által is magasztalt Született feleségek, a Lost és A Grace klinika című sorozatokat.
Ugyanebben az évben az ABC elindította saját ABC News Now nevű kábeltelevíziós hírcsatornáját.
Az ABC jelenleg a második legnézettebb televízióhálózat az Egyesült Államokban.
2006. február 6-án bejelentették, hogy az ABC 2,7 milliárd dollárért megválik rádióhálózatától.

#### Európai adások (ABC1)
2004. szeptember 17-én kezdte meg adását az ABC1 az Egyesült Királyságban földi digitális sugárzásban, műholdon és kábelhálózaton.

## Lefedettség
Egy 2003-ban közzétett adat szerint az ABC televízióhálózat amerikai lefedettsége 96,75%, ezzel 103 179 600 háztartást érnek el. Az ABC tíz saját tulajdonú csatornát üzemeltet, és 191 helyi televízió csatornával áll szerződésben.
Az ABC saját tulajdonú és üzemeltetésű földfelszíni sugárzású televízió csatornái:
- KABC-TV (Channel 7, ABC7) – Los Angeles (Kalifornia) és környéke
- KFSN-TV (ABC30) – Fresno (Kalifornia) és környéke
- KGO-TV (ABC7) – San Francisco (Kalifornia)
- KTRK-TV (ABC13) – Houston (Texas) és környéke
- WABC-TV (Channel 7, ABC7) – New York (New York) és környéke
- WJRT-TV (ABC12) – Flint (Michigan) és környéke
- WLS-TV (ABC7) – Chicago (Illinois) és környéke
- WPVI-TV (Channel 6, 6ABC) – Philadelphia (Pennsylvania) és környéke
- WTVD (ABC11) – Durham (Észak-Karolina) és környéke
- WTVG (13ABC) – Toledo (Ohio) és környéke

## Az ABC Magyarországon is ismert produkciói

### Sorozatok
- Egyszer volt, hol nem volt
- Modern család - Modern Family
- Botrány - Scandal
- Született feleségek - Desperate Housewives
- Lost – Eltűntek
- A Grace klinika - Grey's Anatomy
- Bír-lak
- Rejtélyek városa
- Kyle, a rejtélyes idegen - Kyle XY
- Alias
- Egyről a kettőre
- San Francisco utcáin
- Még egyszer és újra (Once and Again)
- Ki ez a lány? - Ugly Betty
- Dinasztia (televíziós sorozat)
- Doktor Murphy
- Testvérek - Brothers & Sisters
- Nem ér a nevem - Samantha Who?
- Jim szerint a világ - According to Jim
- Katonafeleségek - Army Wives
- Zorro
- Castle
- Halottnak a csók - Pushing Daisies
- A hidegsebész - Body of Proof
- Hogyan ússzunk meg egy gyilkosságot? - How to Get away with Murder?
- Titkok és hazugságok - Secrets and Lies
- A S.H.I.E.L.D. ügynökei
- Quantico
- Whiskey Cavalier
- Az újonc

### Kvízműsorok
- Legyen Ön is milliomos!